# Ringwall Viersteinberg
Die als Ringwall Viersteinberg bekannte Anlage ist eine abgegangene vorgeschichtliche Befestigung in 600 m ü. NHN Höhe auf dem Viersteinberg, die später während des Frühmittelalters vermutlich erneut begangen wurde.
Der heutige Ringwall befindet sich in etwa 820 Meter Entfernung von der evangelisch-lutherischen Christuskirche des Treuchtlinger Gemeindeteiles Wettelsheim im Landkreis Weißenburg-Gunzenhausen in Bayern, Deutschland. Heute ist von dem als Bodendenkmal geschützten Objekt noch der Ringwall sichtbar.

## Geschichte
Die bei Ausgrabungen im Jahr 1928 durch Heinrich Eidam entdeckten Funde, unter anderem eine Hacke aus Hirschgeweih und ein Bronzearmreif, wurden in den Zeitraum zwischen der Früh-Latènezeit um 1200 v. Chr. und der Hallstattzeit um 500 v. Chr. datiert. Zu dieser Zeitstellung gehören auch zwei Grabhügel auf dem benachbarten Patrichberg. Die Wallanlage diente damals wohl als befestigte Siedlung oder als Brandopferplatz.
Daneben vermutet Kurt Böhner eine Erbauung der Anlage erst während des Frühmittelalters, oder zumindest eine erneute Nutzung in dieser Zeit. Damals soll sie dem Schutz des darunter gelegenen Königshofes in Wettelsheim gedient haben.

## Beschreibung
Der Ringwall befindet sich auf der höchsten Kuppe des Viersteinberges, der dort nach Norden über 150 Höhenmeter steil zum hier schon weiten Tal der Altmühl abfällt. Die Anlage hat eine etwa hufeisenförmige Fläche und umgrenzt eine Kalksteinbank, die am nördlichen Hang des Viersteinberges aufragt. Die beiden Wallenden laufen noch etwa 50 Meter weit und zehn Meter tief den Hang hinab, wobei das westliche Ende durch einen Steinbruchbetrieb zerstört wurde. Der Zugang lag in der Mitte der Südseite und wird außerhalb durch zwei flankierende und mehrere Meter lange Wallstücke begleitet.
Der Wall hatte bei der Untersuchung im Jahr 1928 noch eine Breite von neun Meter an seinem Fuß und eine Höhe von 1,30 Meter. Er bestand damals „aus einer Aufschüttung ziemlich großer Steine ohne bestimmte Lagerung“. Eidam vermutete, dass die Mauer durch ein Holzgerüst zusammengehalten wurde.
Im Innenraum des Ringwalls wurden zudem noch „sehr viele Kochlöcher, an denen einzelne horizontale [Stein-]Platten ausgehoben waren“ festgestellt. Und weiter: „Der Boden und die Wände derselben waren noch ganz schwarz, die leichtere Vertiefung mit Kohlen, Tierknochen und zahllosen Gefäßscherben ausgefüllt, aber ohne Kleinfunde, so dass man den Eindruck hatte, dass hier keine ständigen Wohnungen waren, sondern nur zeitweise Aufenthalt genommen wurde“.
Etwa in der Mitte der Wallanlage befindet sich eine rechteckige Vertiefung, die 2,50 mal 2,30 Meter maß und 1,65 bis 1,95 Meter tief ist, sie gehörte zu einer Wohngrube oder einem Keller.